# Bahr Salamat
El Bahr Salamat és un riu estacional del Txad que desemboca al riu Chari. Passa per la ciutat d'Am Timan, capital de la regió de Salamat, i a través de la reserva de fauna de Bahr Salamat, al costat del Parc Nacional de Zakouma. Té un pla d'inundacions des del 2006.